# Assepoester: Een modern sprookje
Assepoester: Een modern sprookje is een Nederlandse telefilm van regisseur Will Koopman, in opdracht van RTL 4 en de Nationale Postcode Loterij. De speelfilm werd uitgezonden op 1 januari 2014. De hoofdrollen in de film worden vertolkt door Carine Crutzen en Hannah Hoekstra.

## Synopsis
Het verhaal gaat over Anna Lopes Dias, een jong meisje. De film begint met een introductie over haar leven: haar vader, Paolo, was weduwnaar, wiens vrouw, Liv, stierf, maar trouwde voor een tweede keer omdat hij zijn dochter graag een moeder wilde geven. Zijn tweede vrouw, Patricia Akkermans, had zelf ook al drie dochters, Petty, Debby en Jenny. Toen korte tijd na het huwelijk de vader van Anna stierf, bleek haar stiefmoeder in werkelijkheid erg gemeen en jaloers, die dieren haatte, samen met haar bondgenoot, Barones van Vuerst. Zij en haar dochters dwongen Anna om hun dienstmeid te worden. Vervolgens vet Chris van Weveren ziet hoe Anna die ochtend alle huishoudelijke klusjes doet.
In het koninklijk paleis zit ondertussen de koning met zijn eigen problemen. Hij wil graag dat zijn zoon in het huwelijk treedt en een gezin sticht. De prins komt die dag weer thuis en dus besluit de koning deze gelegenheid aan te grijpen om een bal te organiseren, waarbij tevens alle jonge, ongehuwde meisjes uit zijn rijk zijn uitgenodigd. Hij hoopt dat de prins zo de vrouw van zijn dromen zal ontmoeten.
Anna en haar stieffamilie krijgen ook een uitnodiging, maar Patricia wil haar niet laten gaan. Ze zorgt ervoor dat Anna door haar werk niet toekomt aan het maken van een geschikte jurk voor het bal.
Anna krijgt echter hulp uit onverwachte hoek: haar overleden moeder Liz vertelt haar in een droom over een jurk op zolder. Anna gaat naar het bal, waar ze al snel de aandacht van de prins trekt. Ze charmeert de prins uitermate, doch niemand herkent Anna. Bij een brand in de koninklijke stallen helpt Anna de paarden te redden. Ze laat haar schoenen achter. Prins Lodewijk reist het land af om zijn geliefde te zoeken. 
De koning geeft Ahmed Al Mansouri de opdracht om alle meisjes in het land de schoen te laten passen om zo de identiteit van de geliefde van de prins te achterhalen. Wanneer Ahmed het huis van Anna bezoekt, is Anna druk bezig met schoonmaken. Patricia en haar dochters proberen de schoen te passen, echter zonder succes. Anna komt naar beneden om de schoen te passen. Patricia en haar dochters zijn verbaasd als de schoen blijkt te passen. Patricia en haars dochters werd gearrasteerd en veroordeeld tot taakstraf. De film eindigt met het huwelijk tussen prins Lodewijk en Anna.

## Rolverdeling
- Chems Eddine Amar - Ahmed Al Mansouri
- Carine Crutzen - Patricia Akkermans
- Nicolette van Dam - Debby Akkermans
- Hannah Hoekstra - Anna Lopes Dias
- Marjolein Keuning - Barones van Veurst
- Marcel Musters - Paolo Lopes Dias
- Gigi Ravelli - Petty Akkermans
- Karina Smulders - Jenny Akkermans
- Renée Soutendijk - Liv Lopes Dias
- Egbert-Jan Weeber - Prins Lodewijk
- John Williams - dierenarts Chris van Weveren
- Ferdi Stofmeel - agent
- Patrick Martens - agent

Gastoptredens van: Martijn Krabbé, Quinty Trustfull, Roos Ouwehand, Loretta Schrijver, Caroline Tensen, Albert Verlinde, Winston Gerschtanowitz en Peter van der Vorst

## Ontvangst
De televisiefilm werd op woensdagavond 1 januari 2014 uitgezonden door RTL 4 en was goed voor 1.912.000 kijkers, hiermee was deze het vierde best bekeken uitzending van die dag.